# Force de protection d'Êzîdxan
La Force de protection d'Êzîdxan (Kurmandji : Hêza Parastina Êzîdxanê, abrégé HPÊ) est une milice yézidie formée en 2014 lors de la seconde guerre civile irakienne

## Histoire
La Force de protection d'Êzîdxan est formée a l'été 2014 en réponse au massacres de Sinjar commis par l'État islamique. La milice est fondée et dirigée par Haydar Shesho (en), neveu de Qassim Shesho, qui dirige quant à lui les Brigades d'Êzîdxan. Elle compte 1 000 hommes en 2019, payés par le Gouvernement régional du Kurdistan.